# Justine Waddell
Justine Waddell (Johannesburg, 4 november 1976) is een van oorsprong Zuid-Afrikaanse, maar op haar elfde met haar familie naar Schotland geëmigreerde actrice. Zij debuteerde in 1997 als actrice met twee televisiefilms en een rol als Gravin Nordston in Anna Karenina, een verfilming van het gelijknamige boek. Sindsdien speelde ze in meer dan tien andere films, waaronder de titelrol in het op ware gebeurtenissen gebaseerde The Mystery of Natalie Wood.
Waddell speelde behalve in Anna Karenina in verschillende andere films die oorspronkelijk in boekvorm verschenen. Zo was ze te zien in verfilmingen van The Woman in White van Wilkie Collins (als Laura Fairlie), Tess of the d'Urbervilles van Thomas Hardy (als Tess Durbeyfield), Great Expectations van Charles Dickens (als Estelle), Mansfield Park van Jane Austen (als Julia Bertram), Wives and Daughters: An Everyday Story van Elizabeth Gaskell (als Molly Gibson) en Thr3e van Ted Dekker (als Jennifer Peters)
Waddell is een dochter van de Zuid-Afrikaanse modeontwerpster Cathy Gallagher en de Schotse politicus en oud-rugby-international Gordon Waddell. Ze kwam ter wereld in Zuid-Afrika, werd op haar elfde meegenomen naar Schotland en verhuisde vier jaar later naar Londen. Ze heeft drie zussen en één broer, maar is de enige in haar familie die in de filmwereld werkt.

## Filmografie
- Killing Bono (2011)
- Mishen (2011)
- Thr3e (2006)
- The Fall (2006)
- Chaos (2005)
- The Mystery of Natalie Wood (2004, televisiefilm)
- The One and Only (2002)
- Dracula 2000 (2000)
- Mansfield Park (1999)
- Great Expectations (1999, televisiefilm)
- The Misadventures of Margaret (1998)
- Tess of the D'Urbervilles (1998, televisiefilm)
- Anna Karenina (1997)
- The Moth (1997, televisiefilm)
- The Woman in White (1997, televisiefilm)

## Televisie
- Wives and Daughters - Molly Gibson (1999, vier afleveringen)

- Bibsys: 8023897
- Biblioteca Nacional de España: XX1357165
- Bibliothèque nationale de France: cb14237358h (data)
- Gemeinsame Normdatei: 1013689917
- International Standard Name Identifier: 0000 0001 2283 7379
- Library of Congress Control Number: no2001074510
- Nationale Bibliotheek van Polen: a0000002074757
- Système universitaire de documentation: 09619913X
- Virtual International Authority File: 103658488
- WorldCat: E39PBJB4gG6vKjdgDqmjcHH9jC